# Leetza
Leetza ist ein Ortsteil der Stadt Zahna-Elster im Landkreis Wittenberg in Sachsen-Anhalt.

## Geografie
Leetza liegt ca. 12 Kilometer nordöstlich der Kreisstadt Lutherstadt Wittenberg.

## Geschichte
Zur ehemals selbstständigen Gemeinde Leetza gehörten die Ortsteile Zallmsdorf und Raßdorf sowie der Weiler Ottmannsdorf.
Am 1. Januar 2011 wurde Leetza zusammen mit den Gemeinden der aufgelösten Verwaltungsgemeinschaft Elbaue-Fläming Ortsteil der neugebildeten Stadt Zahna-Elster. Seitdem besteht innerhalb der Stadt Zahna-Elster die Ortschaft Leetza mit den Ortsteilen Leetza, Raßdorf und Zallmsdorf.

## Politik
Ortsbürgermeister ist Dietmar Schröter (Stand: 2024).

## Sehenswürdigkeiten

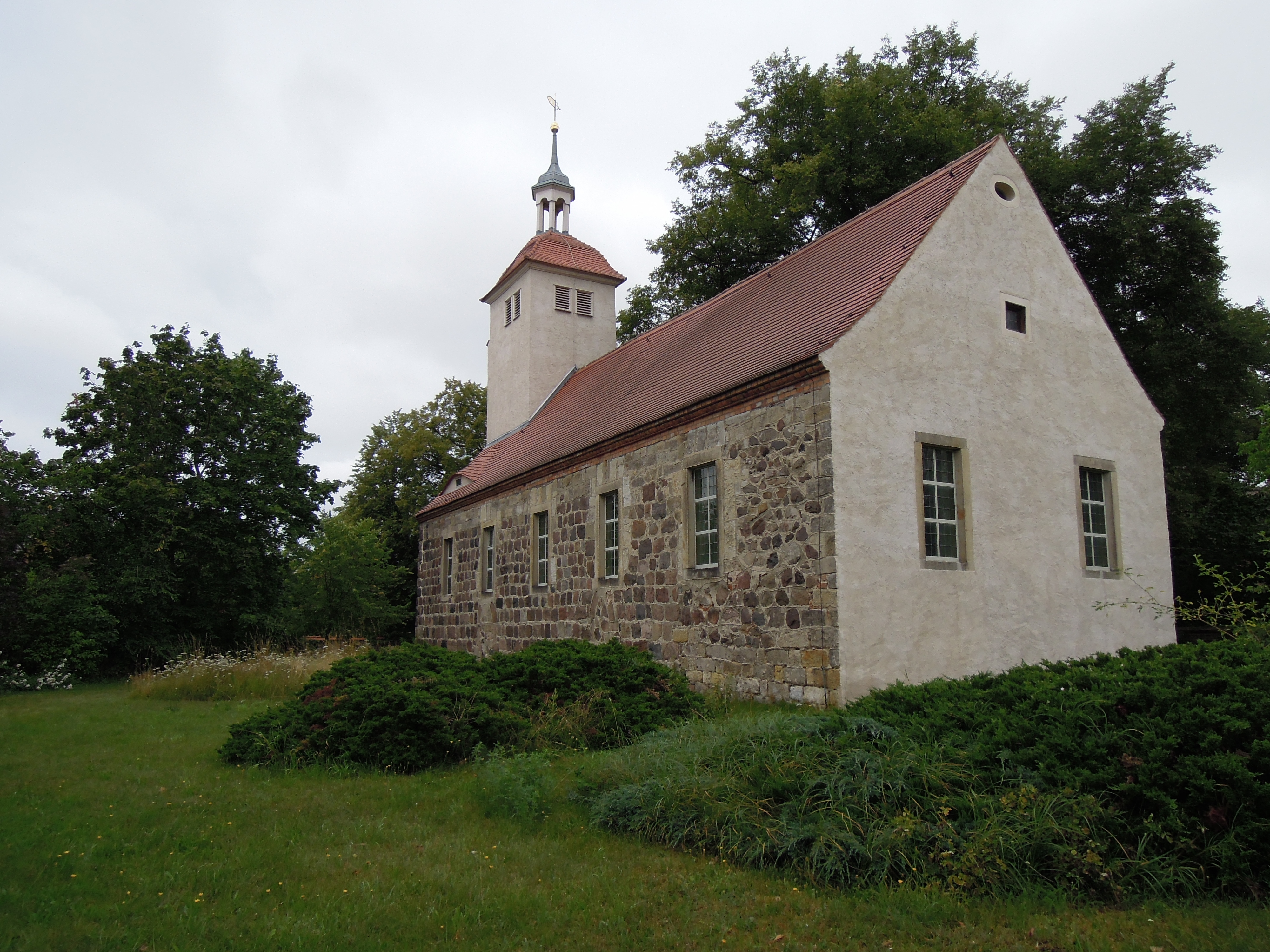
Dorfkirche Leetza

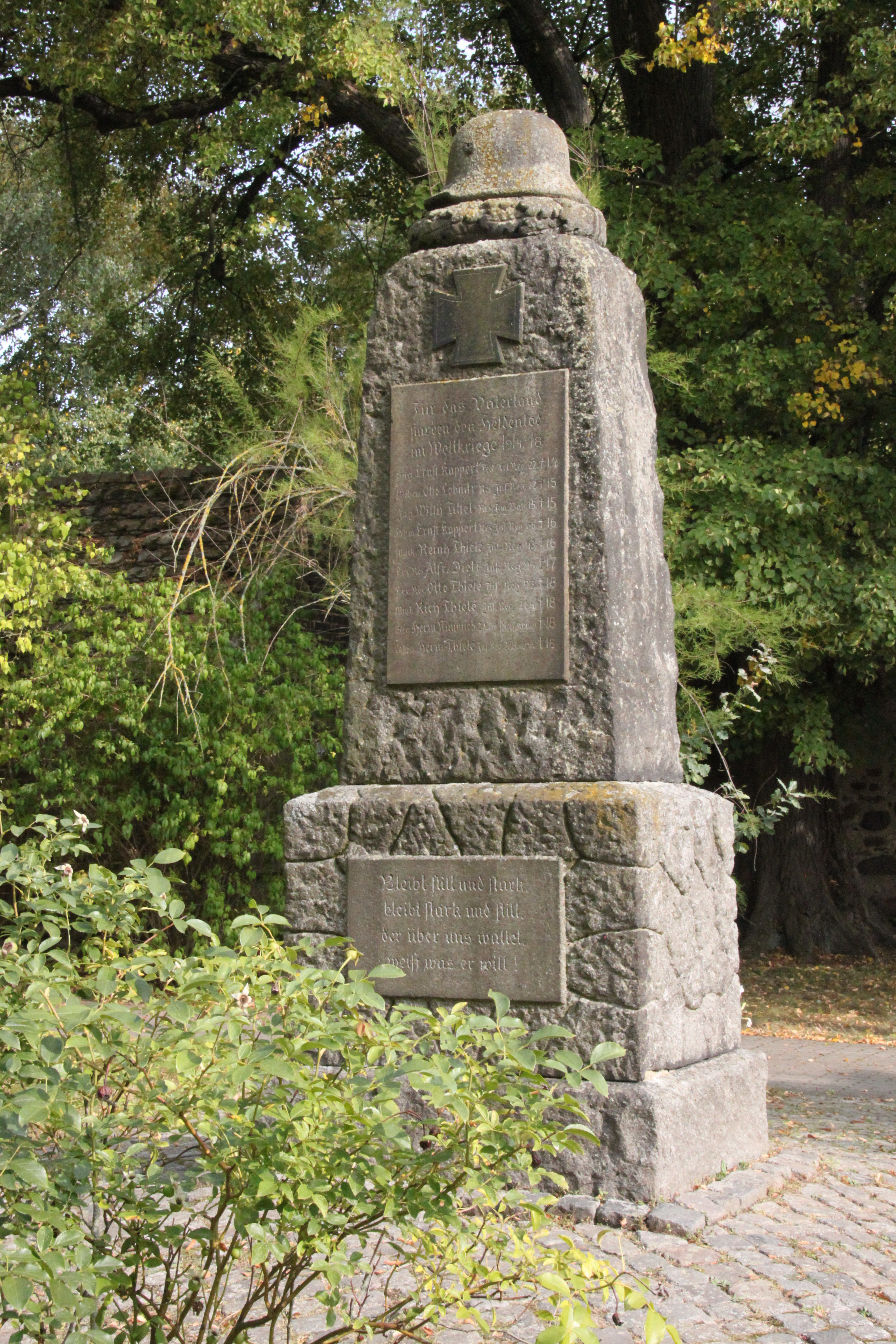
Kriegerdenkmal

Die Kirche in Leetza ist ein im Kern romanischer Feldsteinbau des 13. Jahrhunderts, der aus dem Saal und dem gleich breiten Rechteckchor besteht; rundbogige Pforten sind an der West- und der Südseite des Saals und des Chors angeordnet, die südliche ist vermauert. In der Barockzeit wurde eine Erweiterung nach Osten und eine Vergrößerung der Fenster vorgenommen; der Turmaufsatz über dem Westgiebel wurde im 18. Jahrhundert hinzugefügt. Die Wetterfahne wurde im Jahr 2014 restauriert und wieder angebracht.
Die Ausstattung stammt hauptsächlich aus dem 18. Jahrhundert: eine kurze Hufeisenempore im Westen sowie die Kanzelaltarwand mit zwei Durchgängen aus der Zeit um 1730; darauf sind sieben spätgotische Heiligenfiguren in der Art des späten weichen Stils aufgestellt. Die Kanzel ist mit stark verkröpftem Gesims und Ecksäulchen gegliedert und wird flankiert von gedrehten Säulen, darüber ist ein geschweifter Giebel mit dem Auge Gottes angeordnet; brettartig gesägte Wangen und Aufsätze über den Durchgängen vervollständigen die Altarwand. Weiterhin ist ein spätklassizistischer Taufstein mit einem Fries betender Frauen und Akanthusdekor am Balusterschaft zu erwähnen.

## Verkehr
Leetza liegt an der Kreisstraße K 2017 von Leetza nach Dietrichsdorf. Einen Kilometer südlich von Dietrichsdorf verläuft die Bundesstraße 187 von Lutherstadt Wittenberg nach Jessen.
Der nächstgelegene Bahnhof ist Zahna an der Bahnstrecke Berlin–Halle.